# Parte de vorbire
În gramatica tradițională, partea de vorbire este o clasă de cuvinte stabilită după sensul lor lexical general și după caracteristicile lor morfologice și sintactice.
Unul din cele două criterii gramaticale ale clasării cuvintelor în părți de vorbire, cel morfologic, ține seama de faptul dacă cuvântul poate sau nu primi afixe, și dacă da, ce fel de afixe. Pe această bază se pot distinge, cel puțin în unele limbi, pe de o parte, de exemplu conjuncția, care nu poate primi afixe, pe de altă parte, bunăoară substantivul și verbul, iar cele două din urmă se pot distinge după felul afixelor pe care le pot primi.
Al doilea criteriu gramatical, cel sintactic, se referă la faptul dacă cuvântul poate avea rol sintactic și, dacă da, ce fel de rol (funcție de parte de propoziție sau alt rol), dacă poate avea compliniri și care pot fi acestea. În această privință se disting, pe de o parte, de pildă interjecția, care de regulă nu poate avea rol sintactic, pe de altă parte, bunăoară verbul și prepoziția, care pot avea rol sintactic, iar cele două din urmă se disting prin faptul că verbul poate fi parte de propoziție (predicat) și poate avea complement, pe când prepoziția nu poate fi parte de propoziție, ci numai mijloc de subordonare în sintagmă.
Al treilea criteriu, cel al sensului lexical, se referă la definiri precum aceea că substantivul numește o ființă reală, o ființă imaginară, un lucru inanimat sau o noțiune abstractă; adjectivul exprimă însușiri ale acestora; verbul exprimă o acțiune, o întâmplare, o stare etc.
Acest din urmă criteriu este considerat în mod tradițional, de către unii lingviști, cel puțin de rang egal cu celelalte, dar alții îl consideră secundar față de cele gramaticale, iar după gramaticile netradiționale este chiar de eliminat.
Cei care contestă luarea în considerare a criteriului lexical argumentează cu aceea că acest criteriu nu este științific, ci se bazează pe intuiție. De exemplu, definiția de mai sus a verbului este valabilă și pentru unele substantive, iar același sens este exprimat de limbi diferite prin părți de vorbire sau sintagme total diferite. De pildă, lui fr  j’ai sommeil (sintagmă cu complement direct exprimat prin substantiv) „mi-e somn”, îi corespunde în maghiară álmos vagyok (predicat nominal cu nume predicativ exprimat prin adjectiv), literal „sunt somnoros”.
Fie că se acceptă sau nu criteriul lexical, opinia generală este că partea de vorbire este caracterizată de un ansamblu de trăsături. După Eifring și Theil 2005 este vorba de „un amestec de însușiri semantice și gramaticale”. Pentru Bokor 2007, partea de vorbire este determinată „împreună și reciproc de patru feluri de însușiri: capacitatea de a primi afixe, capacitatea de a fi folosită în propoziție sau frază, capacitatea de a avea compliniri și tipul de sens lexical”. În opinia lui Kenesei 2006, stabilirea părții de vorbire este „o serie de instrucțiuni referitoare la ce terminații să primească sau poate primi, respectiv ce poziții sintactice să ocupe un lexem dat”.

## Delimitarea părților de vorbire

### Începuturile
În legătură cu părțile de vorbire, tradiția gramaticală europeană începe cu Platon care, pe baza analizei logice, a distins, în dialogul Cratylos, două categorii de cuvinte: ónoma (în general denumind despre ce se afirmă ceva, în sens mai restrâns substantivul) și rhêma (în general ceea ce se afirmă, în sens mai restrâns verbul). Aristotel a adăugat la acestea categoria cuvintelor neflexibile, sýndesmos. Mai târziu, gramaticianul grec Dionysius Thrax (secolul I î.e.n.) a clasat cuvintele în opt părți de vorbire:
| Denumire greacă     | Denumire latină |
| ------------------- | --------------- |
| ὄνομα ónoma         | nomen           |
| ῥῆμα rhêma          | verbum          |
| μετοχή metokhḗ      | participium     |
| ἄρθρον árthron      | articulus       |
| ἀντωνυμία antōnymíā | pronomen        |
| πρόθεσις próthesis  | praepositio     |
| ἐπίρρημα epírrhēma  | adverbium       |
| σύνδεσμος sýndesmos | conjunctio      |

Dintre acestea, gramaticile latinești au preluat șapte, eliminând articolul, care nu exista în latină, și au adăugat interjectio. În același timp, au împărțit nomen în nomen substantivum și nomen adjectivum.

### Situația actuală
În gramatici ale diferitelor limbi se iau în seamă în general aceleași părți de vorbire de bază, însă unele părți de vorbire există în unele limbi, pe când în altele nu. De exemplu nu există articol în majoritatea limbilor slave sau prepoziție în limba maghiară. Totodată, unele clase de cuvinte sunt considerate părți de vorbire aparte în unele gramatici, dar în altele nu. Bunăoară, în gramaticile tradiționale maghiare sunt considerate aparte formele nominale ale verbului, pe când acestea apar în gramaticile românești sau în cele franceze în cadrul verbului, ca moduri nepersonale ale acestuia. Gramaticile diferă și prin aceea că în unele, o seamă de cuvinte sunt clasate într-o anumită parte de vorbire, iar în altele în altă parte de vorbire. Ultimele două constatări sunt valabile și pentru gramatici ale aceleiași limbi. Cauza diferențelor este că în definirea părților de vorbire se amestecă mai multe criterii care nu concordă totdeauna unele cu altele, iar unul sau altul dintre ele are o pondere mai mare decât celelalte.

## Grupări ale părților de vorbire
Există mai multe tipuri de grupări ale părților de vorbire în două sau trei categorii. Denumirile acestora își corespund una alteia în gramatici diferite, dar pot exista diferențe referitor la ce părți de vorbire sunt grupate în ele.
Una din grupările tradiționale, pe criteriul semantic, distinge părți de vorbire de bază și secundare. O asemenea grupare este amintită de Dubois 2002 sub numele de „părți de vorbire majore” (substantivul, verbul, adjectivul și adverbul), care au sens lexical, și „părți de vorbire minore” (prepoziția, conjuncția), care nu au sens în sine.
Acestei grupări îi corespunde gruparea în părți de vorbire cu conținut noțional sau lexical, și altele fără un asfel de conținut. După Constantinescu-Dobridor 1998, în română, în prima clasă sunt substantivul, adjectivul, numeralul, pronumele, verbul și adverbul, iar în a doua – articolul, prepoziția, conjuncția și interjecția.
Corespunde în parte cu gruparea precedentă cea în cuvinte cu conținut (en  content words) și cuvinte funcționale (en  function words), în care, pe lângă criteriul semantic inervine în oarecare măsură și cel sintactic, denumirea clasei din urmă referindu-se la rolul sintactic al cuvintelor. După Bokor 2007, referitor la maghiară, în prima clasă intră substantivul, adjectivul, numeralul și verbul, la care se adaugă infinitivul și participiul, cu mențiunea că pronumele nu denumește o noțiune, ci doar se referă la ea sau o înlocuiește. În a doua clasă grupează articolul, postpoziția (corespunzătoare prepoziției în alte limbi), conjuncția, interjecția, modalizatorul și verbul auxiliar, părți de vorbire care exprimă raporturi cu realitatea și raporturi gramaticale, dar menționează că modalizatorul nu poate fi considerat de fapt nici indicator de raport gramatical. Pe lângă aceste două clase mai stabilește și o a treia, pe cea a „cuvintelor indicatoare de noțiuni referate”, în care introduce adverbul și gerunziul. Mai ales în adverb se găsește împreună sensul noțional și cel de raportare, adică în el se combină aspecte lexicale și sintactice.
O altă grupare tradițională împarte cuvintele din punct de vedere morfologic în variabile și invariabile. În gramaticile românești, acestea sunt numite flexibile și neflexibile. Din prima clasă fac parte articolul, substantivul, adjectivul, numeralul, pronumele și verbul, din a doua – adverbul, interjecția, prepoziția și conjuncția. Grevisse și Goosse 2007, referitor la limba franceză, numește variabile substantivul, adjectivul, determinanții abstracți (articolul, adjectivul posesiv, adjectivul demonstrativ), pronumele și verbul, respectiv invariabile – adverbul, prepoziția, conjuncția, cuvântul propoziție (în care include și interjecția) și cuvântul introducător. Acesta este un cuvânt care introduce un alt cuvânt, un grup de cuvinte sau o propoziție, ex. Voici votre journal „Iată ziarul dumneavoastră”. În gramaticile limbii maghiare, care este o limbă aglutinantă, acestor clase le corespund cele numite afixabile, respectiv neafixabile. Cele din prima nu sunt afixabile în aceeași măsură. Substantivul și verbul sunt în mare măsură afixabile, adjectivul și numeralul în mai mică măsură, iar pronumele și verbul auxiliar în și mai mică măsură. Sunt neafixabile gerunziul, prefixul verbal (numit și preverb, considerat parte de vorbire pentru că este uneori cuvânt aparte, alteori legat de verb), articolul, conjuncția, modalizatorul și cuvântul propoziție. Adverbul poate fi inclus tot aici, deși unele adverbe pot primi sufixul gradului comparativ.
Există și grupări strict sintactice. De exemplu, Constantinescu-Dobridor 1998 distinge părți de vorbire cu funcție sintactică (substantivul, adjectivul, numeralul, pronumele, verbul, adverbul și interjecția predicativă) și altele fără asemenea funcție (articolul, prepoziția, conjuncția). Acestor clase le corespund cele stabilite de Bokor 2007 pentru maghiară: cuvinte cu valoare de parte de propoziție (verbe, substantive, adjective, numerale, adverbe, părți nominale ale verbului, pronume) și cuvinte fără valoare de parte de propoziție (articole, postpoziții, conjuncții, prefixe verbale, verbe auxiliare, modalizatori). Din acest punct de vedere, constituie o a treia clasă cuvintele propoziții.
Părțile de vorbire mai sunt grupate și după criteriul capacității lor de a se îmbogăți. Clasele numite deschise (substantivul, adjectivul, verbul, adverbul) pot fi îmbogățite în mod nelimitat prin mijloace externe și interne (împrumut, calc, derivare, compunere etc.), pe când cele închise (prepozița, verbul auxiliar, articolul) nu pot fi îmbogățite în starea dată a limbii. Eifring și Theil 2005 o adaugă claselor deschise și pe cea a interjecțiilor, al căror număr poate fi sporit în modul care le este specific, crearea prin manifestări sonore spontane.